# Бейт-Яшут
Бейт-Яшут (араб.  بيت ياشوط ‎) — небольшой город на северо-западе Сирии, расположенный на территории мухафазы Латакия. Входит в состав района Джабла. Является административным центром одноимённой нахии.

## Географическое положение
Город находится в юго-восточной части мухафазы, к западу от горного хребта Ансария, на высоте 764 метра над уровнем моря.

Бейт-Яшут расположена на расстоянии приблизительно 34 километров к юго-востоку от города Латакия, административного центра провинции и на расстоянии 195 километров к северо-северо-западу (NNW) от Дамаска, столицы страны.

## Население
По данным официальной переписи 2004 года численность населения города составляла 6115 человек (3118 мужчин и 2997 женщин). В конфессиональном составе населения преобладают алавиты.

## Транспорт
Ближайший гражданский аэропорт — Международный аэропорт имени Басиля Аль-Асада.